# عطاءات دورة الألعاب الأولمبية الصيفية 2032
شهد اختيار البلد المضيف لدورة الألعاب الأولمبية الصيفية 2032 عملية جديدة بدأت من عام 2019. وكانت نتيجة عملية تقديم العطاءات قد أسفرت عن اختيار بريسبان، كوينزلاند، أستراليا لتصبح مضيفًا رسميًا من قبل اللجنة الأولمبية الدولية عشية الألعاب الأولمبية الصيفية 2020 في 21 يوليو 2021 في طوكيو، اليابان.

## عملية تقديم العطاءات
جرت الموافقة على عملية تقديم العطاءات الجديدة للجنة الأولمبية الدولية في الدورة 134 للجنة الأولمبية الدولية في 24 يونيو 2019 في لوزان، سويسرا. كانت المقترحات الرئيسية، مدفوعة بالتوصيات ذات الصلة من الأجندة الأولمبية 2020، هي:
- إنشاء حوار دائم ومستمر لاستكشاف وخلق الاهتمام بين المدن / المناطق / البلدان واللجان الأولمبية الوطنية لأي حدث أولمبي
- إنشاء لجنتين مضيفتين في المستقبل (الألعاب الصيفية والشتوية) للإشراف على الاهتمام بالأحداث الأولمبية المستقبلية وتقديم تقرير إلى المجلس التنفيذي للجنة الأولمبية الدولية
- منح جلسة اللجنة الأولمبية الدولية مزيدًا من التأثير من خلال جعل أعضاء مجلس الإدارة غير التنفيذيين جزءًا من اللجان المضيفة المستقبلية.

قامت اللجنة الأولمبية الدولية أيضًا بتعديل الميثاق الأولمبي لزيادة مرونته عن طريق إزالة تاريخ الانتخابات من سبع سنوات قبل الألعاب وتغيير المضيف كمدينة من مدينة / منطقة / دولة واحدة إلى مدن أو مناطق أو دول متعددة.
وانتقد أعضاء العرض الألماني التغيير في عملية تقديم العطاءات ووصفوه بأنه «غير مفهوم» ويصعب تجاوزه «من حيث عدم الشفافية».

### اللجان الصيفية المضيفة في المستقبل
التكوين الكامل للجان الصيف، التي تُشرف على المضيفين المهتمين، أو مع المضيفين المحتملين الذين استرعوا اهتمام اللجنة الأولمبية الدولية، هو كما يلي:
| أعضاء اللجنة الأولمبية الدولية (6)                                                                                   | الأعضاء الآخرين (4)                                                                                           |
| --- | --- |
| - كريستين كلوستر آسين (رئيس) - ديك باوند - لي لينجوي - ميكي كوجوانجكو جاورسكي - لويس ميخيا أوفييدو - فيلومينا فورتيس | - سارة ووكر (رياضيون) - فرانشيسكو ريتشي بيتي (ASOIF) - بول تيرغات (شهادات عدم الممانعة) - أندرو بارسونز (IPC) |

### مراحل النقاش
وفقًا لاختصاصات لجنة المضيف المستقبلي مع قواعد السلوك، ينقسم نظام عطاءات اللجنة الأولمبية الدولية الجديد إلى مرحلتين للنقاش هما:
- النقاش المستمر: المناقشات غير الملزمة بين اللجنة الأولمبية الدولية والأطراف المهتمة (المدينة / المنطقة / الدولة / اللجنة الأولمبية الوطنية المهتمة بالاستضافة) فيما يتعلق باستضافة الأحداث الأولمبية المستقبلية.
- النقاش المستهدف: المناقشات المستهدفة مع واحد أو أكثر من الأطراف المهتمة (يطلق عليهم اسم المضيفون المفضلون)، وفقًا لتعليمات المجلس التنفيذي للجنة الأولمبية الدولية. يأتي ذلك بعد توصية من «لجنة المضيف المستقبلي» نتيجة للنقاش المستمر.

### اختيار المضيف
أُعلن استضافة بريزبان لدورة الألعاب الأولمبية الصيفية لعام 2032 في الدورة 138 للجنة الأولمبية الدولية في طوكيو باليابان. وفقًا للشكل الجديد لاختيار المدن المستضيفة للألعاب الأولمبية في المستقبل من جدول أعمال اللجنة الأولمبية الدولية لعام 2020، كان التصويت في شكل استفتاء على مندوبي اللجنة الأولمبية الدولية الثمانين. وفقًا لهيئة الإذاعة الأسترالية، صوت 72 من المندوبين بنعم، وصوت 5 بلا، وامتنع 3 أصوات أخرى عن التصويت.
| مدينة   | اسم      | نعم | لا | امتناع |
| ------- | -------- | --- | -- | ------ |
| بريسبان | أستراليا | 72  | 5  | 3      |

| بعد نجاح دورة ألعاب الكومنولث 2018 في جولد كوست، كوينزلاند، قال رئيس اللجنة الأولمبية الأسترالية (AOC) جون كوتس إنه يؤيد بشدة عرض كوينزلاند لدورة الألعاب الأولمبية الصيفية والألعاب الأولمبية للمعاقين 2032. بعد التكهنات، تم إجراء دراسة جدوى أيضًا من قبل مجلس جنوب شرق كوينزلاند لرؤساء البلديات مع تقديم النتائج بحلول نهاية عام 2018. خلصت دراسة جدوى لعام 2019 بتكليف من مجلس جنوب شرق كوينزلاند لرؤساء البلديات في عام 2016، والتحقيق فيها من قبل شركة لاجاردير الفرنسية بشأن أهلية جنوب شرق كوينزلاند (SEQ) لاستضافة الألعاب الأولمبية لعام 2032 إلى أن المنطقة قادرة على استضافة الحدث، وهذه البنية التحتية ومن شأن ترقيات النقل المطلوبة بالفعل أن توفر عائدًا ماليًا. يشير تقرير الجدوى إلى أن 80% من الأماكن اللازمة لمثل هذا العطاء موجودة بالفعل في جميع أنحاء الجنوب الشرقي، مع توقع إنشاء أماكن أخرى قبل عام 2032 بما يتماشى مع احتياجات المجتمع. تشير الوثيقة إلى أن بريزبان ستستضيف 21 موقعًا أولمبيًا، وسيستضيف كل من جولد كوست وصنشاين كوست 5 أماكن، مع استضافة المواقع السبعة المتبقية داخل منطقة جنوب شرق كوينزلاند. ركز رؤساء البلديات بما في ذلك عمدة بريسبان آنذاك غراهام كويرك على الحاجة إلى جعل الألعاب فعالة من حيث التكلفة من خلال إعادة استخدام المرافق الحالية واستخدام الحدث كمحفز للبنية التحتية وخلق فرص العمل. توقعت دراسة جدوى نُشرت في فبراير أن هناك حاجة إلى 900 مليون دولار من الأموال الحكومية والفدرالية للمساعدة في استضافة الألعاب الأولمبية والبارالمبية لعام 2032. في 1 يوليو 2019، أصدر رئيس الوزراء سكوت موريسون إعلانًا بأن الحكومة الفيدرالية ستدعم رسميًا عرض كوينزلاند الأولمبي، قائلاً إن الحكومة "ستكون هناك في كل خطوة على الطريق". في 13 يوليو 2019، قدم رئيس الوزراء 10 ملايين دولار من أجل العطاء، بالإضافة إلى ترشيح تيد أوبراين النائب الفيدرالي لولاية كوينزلاند LNP للمساعدة في العطاء نيابة عن الكومنولث. أعلنت رئيسة وزراء كوينزلاند أناستاسيا بالاشتشوك في 9 ديسمبر 2019 أن الدولة ستقدم عرضًا رسميًا وإقليميًا لاستضافة الألعاب الأولمبية لعام 2032 مع التواريخ المقترحة من 23 يوليو إلى 8 أغسطس. في 24 فبراير 2021، اختارت اللجنة الأولمبية الدولية بريسبان لتكون المدينة المرشحة المفضلة لاستضافة أولمبياد 2032. في 10 يونيو 2021، أُعلن أن بريسبان ستحصل على حقوق استضافة الألعاب الأولمبية بحلول 21 يوليو 2021، وهو ما حدث في النهاية. أصبحت أول مدينة مضيفة تفوز بالاستضافة دون معارضة منذ دورة ألعاب لوس أنجلوس 1984. |  |  |  |  |  |
| |  |  |  |  |  |

## الأطراف المهتمة التي لم تحصل على موافقة مجلس إدارة IOC
فيما يلي الأطراف المهتمة بتقديم العطاءات لدورة الألعاب الأولمبية الصيفية لعام 2032 والتي لم تحصل على موافقة مجلس إدارة اللجنة الأولمبية الدولية، والتي شارك أحدها في الحوار المستهدف مع اللجنة الأولمبية الدولية ولجنة المضيف المستقبلي:

### آسيا
- أحمد آباد، الهند

خلال لقاء مع رئيس اللجنة الأولمبية الدولية توماس باخ، أعرب الرئيس ناريندر باترا رئيس اللجنة الأولمبية الهتدية IOA عن نية الهند في استضافة دورة الالعاب الاولمبية الصيفية 2032. رداً على ذلك، قال باخ إن الهند يمكنها استضافة الحدث، لكنه نصح بالانتظار حتى تبدأ إجراءات تقديم العطاءات. قدمت الهند بالفعل عطاءها الرسمي ضمن عطاءات دورة ألعاب 2032. قال راجيف ميهتا، الأمين العام لـ IOA، إنهم جادون للغاية بشأن تقديم العطاءات لدورة الألعاب الأولمبية الصيفية لعام 2032 وقد أرسلوا بالفعل خطابًا للتعبير عن الاهتمام باستضافة الألعاب إلى اللجنة الأولمبية الدولية. في 30 ديسمبر 2019، قال سكرتير الرابطة الأولمبية الهندية راجيف ميهتا أن IOA قد صدقت على القرار خلال اجتماعهم السنوي العام لتقديم عطاءات لهذا الحدث ويتطلب دعم الحكومة الهندية. ستستضيف الهند أيضًا الدورة 140 للجنة الأولمبية الدولية في عام 2023 في مومباي. في فبراير 2020، صرح جون كواتس، عضو اللجنة الأولمبية الدولية، أن الهند تخلت عن عرضها لاستضافة دورة الألعاب الأولمبية والبارالمبية لعام 2032 وستركز على تقديم العطاءات لاستضافة الألعاب الأولمبية الصيفية للشباب لعام 2026. نفى باترا مزاعم كوتس وذكر أن تصريحه تم نقله بشكل خاطئ وأنهم ما زالوا يتطلعون إلى تقديم عطاءات لدورة الألعاب 2032. في مايو 2020، قال باترا في بيان إن البلاد ستكثف جهودها لتقديم العطاءات لاستضافة الألعاب الأولمبية الصيفية 2032 بمجرد انحسار وباء كوفيد -19. هناك مجمع رياضي بمساحة 230 فدانًا في أحمد أباد يُدعى Sardar Vallabhbhai Patel Sports Enclave قيد الإنشاء حاليًا، والذي من المحتمل أن يستضيف الألعاب الأولمبية. تكلفة المجمع 630 مليون دولار.
- جاكرتا، إندونيسيا

في 1 سبتمبر 2018، أعلن رئيس إندونيسيا، جوكو ويدودو، في اجتماع في بوجور مع رؤساء اللجنة الأولمبية الدولية والمجلس الأولمبي الآسيوي، أن إندونيسيا ستقدم عرضًا لاستضافة أولمبياد 2032 بعد النجاح الكبير الذي حققته دورة الألعاب الآسيوية 2018 والألعاب البارالومبية. في 19 فبراير 2019، قدمت إندونيسيا عرضًا رسميًا لاستضافة أولمبياد 2032، حيث سُلِّمت رسائل من الرئيس جوكو ويدودو واللجنة الأولمبية الإندونيسية إلى اللجنة الأولمبية الدولية في لوزان. في نوفمبر 2020، أصدر الرئيس جوكو ويدودو تعليمات لأعضاء حكومته بإعداد خارطة طريق لملف البلاد لاستضافة دورة الألعاب الأولمبية الصيفية والألعاب البارالمبية لعام 2032. كان الهدف من هذا القرار إظهار جدية والتزام الحكومة الإندونيسية بجلب الألعاب الأولمبية الصيفية إلى جنوب شرق آسيا لأول مرة.
- الدوحة، قطر

وكانت قطر قد أعلنت أن الدوحة ستتقدم باستضافة دورة ألعاب 2032. كان من الممكن أن تكون أول دورة ألعاب أولمبية في العالم العربي. استضافت قطر العديد من الفعاليات بما في ذلك كأس آسيا 1988، والألعاب الآسيوية 2006 ، وكأس آسيا 2011، وبطولة العالم لكرة اليد للرجال 2015، وبطولة العالم للجمباز الفني 2018 ، وبطولة العالم لألعاب القوى 2019. وستستضيف البلاد أيضًا كأس العالم لكرة القدم 2022، وبطولة العالم للرياضات المائية 2023، وبطولة العالم للجودو 2023، والألعاب الآسيوية 2030.

### أوروبا
- راين-رور، ألمانيا (والإبحار في مدينة كيل)

كشفت ولاية نوردراين فيستفالن الألمانية عن خطة لاستضافة ألعاب 2032 في 13 مدينة. والمدن المدرجة هي دوسلدورف، ودورتموند، وكولونيا، وبون، وآخن، ودويسبورغ، وإيسن، وغيلسنكيرشن، وكريفيلد، وليفركوزن، ومونشنغلادباخ، وأوبرهاوزن، وريكلينغهاوزن. أكثر من 90% من الملاعب المطلوبة متاحة بالفعل، بما في ذلك 16 ملعبًا بسعة أكثر من 30 ألف مقعد، وكذلك 24 صالة رياضية كبيرة. هذه أيضًا هي المرة الأولى التي يشمل فيها العطاء مثل هذا العدد الكبير من المدن. ثلاث من هذه المدن استضافت ملاعب كأس العالم لكرة القدم 2006. يمكن استضافة أحداث الإبحار في مدينة كيل، التي فازت باستفتاء عام 2024 في نفس الوقت الذي خسرت فيه هامبورج بفارق ضئيل. ملاعب ألعاب القوى المناسبة تقع في برلين وميونيخ مع الملاعب الأولمبية السابقة، ومع ذلك، كانت هناك تحديات للعثور على مكان لأحداث سباقات المضمار والميدان في مدن العطاءات. كانت هناك أيضًا اقتراحات بتوسيع الاستاد مؤقتًا لما يصل إلى 50000 متفرج، والتي سيتم تفكيكها بعد الألعاب أو تقليل سعتها للاستخدام المحلي. الخيار الوحيد المحتمل هو توسيع ملعب Rhein-Energie Stadion، الملعب الرئيسي لنادي كولن، من 49996 إلى 73000 مقعدًا، مما يمنحه سعة كافية لمنافسة ألعاب القوى. يمكن تحقيق ذلك من خلال منصة منخفضة تتسع لما يصل إلى 40 ألف شخص، على غرار التوسع في المقاعد في هامبدن بارك لألعاب الكومنولث 2014 في جلاسكو. بغض النظر عن مكان ألعاب القوى المختار، يظل المكان المحتمل للاحتفالات هو ملعب كرة القدم سيجنال إيدونا بارك (Westfalenstadion) في دورتموند مع 66000 مقعد.
- مدريد، إسبانيا

في 17 يونيو 2019، أعلن عمدة مدريد المنتخب حديثًا خوسيه لويس مارتينيز ألميدا أنهم سيستكشفون عرضًا لاستضافة ألعاب 2032. سيصادف الذكرى الأربعين لدورة الألعاب الأولمبية الصيفية لعام 1992 التي أقيمت في برشلونة والذكرى الخمسين لكأس العالم 1982 FIFA. سيكون أيضًا أول حدث رياضي ملكي كانت كل من مدريد وبرشلونة مدينتين مضيفتين له، ومن الناحية السياسية، الذكرى الـ 220 لاعتماد الدستور الأول. لا يوجد في مدريد أماكن لممارسة الرياضات المائية أو مضمار السباق، ولا يوجد بها ملعب كبير لألعاب القوى. خضع المركز المائي من عروض 2012 و 2016 و 2020 للتحسين. يمكن تنظيم الأحداث المائية خارج مدريد. يمكن إقامة المسابقات الرياضية في ملعب متروبوليتانو في مدريد. منصة المضمار والميدان و 40.000 مقعد تغني عن الحاجة إلى استخدام ملاعب إشبيلية وبرشلونة الأولمبية. 

## العطاءات الأخرى التي لم تتقدم

### آسيا
- تشنغدو-تشونغتشينغ، الصين

في 27 نوفمبر 2020، أكد المكتب الرياضي لمقاطعة سيتشوان أن تشنغدو وتشونغتشينغ لديهما النية لتقديم عطاءات لدورة الألعاب الأولمبية الصيفية لعام 2032. استضافت مدينة تشنغدو بالفعل كأس العالم للسيدات 2007 FIFA وألعاب الشرطة والنار العالمية بعد 12 عامًا، وستستضيف ألعاب الجامعات الصيفية 2021 والألعاب العالمية 2025 في المستقبل.
- شانغهاي/شانغهاي–هانغتشو، الصين

أكدت سلطات شنغهاي أنها أمرت بإجراء دراسة جدوى لاستضافة دورة الألعاب الأولمبية لعام 2032 لكنها قالت إنه لم يتم اتخاذ قرار بشأن ما إذا كانت ستطلق عرضا. منذ أن استضافت بكين الألعاب الأولمبية في عام 2008، كانت هناك تكهنات متزايدة بأن شنغهاي ستقدم محاولة لتصبح ثاني مدينة صينية تستضيف الألعاب - أو أنها قد تسعى لاستضافة الحدث مع هانغتشو المجاورة بشكل مشترك، في مقاطعة جيجيانغ.

### أوروبا
- إسطنبول، تركيا

في 8 يونيو 2020، قال نائب رئيس اللجنة الأولمبية التركية (TNOC) حزان أرات «يجب أن تكون إسطنبول مدينة مرشحة لدورة الألعاب الأولمبية الصيفية لعام 2032». قدمت اسطنبول محاولة غير ناجحة لدورة الألعاب الأولمبية الصيفية لعام 2000، والألعاب الأولمبية الصيفية لعام 2008، والألعاب الأولمبية الصيفية لعام 2020، والتي خسرت أمام سيدني وبكين وطوكيو على التوالي.
- شمال–وسط إيطاليا، إيطاليا

في سبتمبر 2019، أعرب داريو نارديلا وفيرجينيو ميرولا، عمدتي فلورنسا وبولونيا على التوالي، عن اهتمامهما باستضافة دورة الألعاب الأولمبية الصيفية لعام 2032. وصف ماتيو ليبور، عضو مجلس مدينة بولونيا للرياضة، الألعاب الأولمبية بأنها «حلم يمكننا أن نتطلع إليه ونحققه». لم تقدم بولونيا ولا فلورنسا أي عرض لاستضافة دورة الألعاب الأولمبية الصيفية أو الشتوية، لكنهما استضافتا كأس العالم لكرة القدم 1990. تفتقر كلتا المدينتين إلى الأماكن المناسبة للأولمبيات، لذلك قد تشارك مدن أخرى. سيستضيف الجزء الشمالي من إيطاليا دورة الألعاب الأولمبية الشتوية لعام 2026 في ميلانو وكورتينا دامبيزو.
- روتردام–أمستردام، هولندا

في 3 فبراير 2020، أُعلن أن هناك مناقشات حول عرض محتمل لدورة الألعاب الصيفية 2032 بين الرياضيين والشركات في جميع أنحاء هولندا.
- لندن، المملكة المتحدة (احتمال استضافة مشتركة مع برمنجهام، مانشستر، ليفربول، وايمث، وبورتلاند)

في فبراير 2019، أعرب عمدة لندن صادق خان وشركة يو كيه سبورتس عن اهتمامهما باستضافة دورة الألعاب الأولمبية 2032 أو 2036. وأشار العمدة إلى أن عام 2032 «لم يكن واردًا على الإطلاق» لكن احتمال عام 2036، لكنه لم يقدم معلومات مؤكدة. استضافت لندن دورة الألعاب الأولمبية الصيفية في أعوام 1908 و1948 و2012 ونجحت في كل عرض تم تقديمه.
- بودابست، المجر

في 27 يناير 2021، أعلنت اللجنة الأولمبية المجرية أنها ستستكشف إمكانية تقديم عروض بودابست لاستضافة الألعاب الأولمبية في عام 2032. قال رئيس الوزراء المجري فيكتور أوربان إنه «يود أن يعيش لرؤية المجر تستضيف الأولمبياد»، وهو بالتأكيد دفعة للأمل في تقديم عرض عام 2032. سيترأس لجنة بودابست 2032 أتيلا سزالاي بيرزفيزي، الرئيس السابق لبورصة بودابست. لم تستضيف المجر الألعاب الأولمبية من قبل، لكنها لم تنجح في استضافة الألعاب الأولمبية لعام 1916 و 1920 و 1936 و 1944 و 1960، ومؤخراً عام 2024. قال رئيس اللجنة الأولمبية المجرية Krisztián Kulcsár: «وصلنا في عام 2021 إلى العام الذي يتعين فيه على اللجنة الأولمبية المجرية معالجة المهام التي تسبق الترشح لدورة الألعاب الأولمبية لعام 2032 واستضافتها، وعليها تشكيل فريق خاص بها، وإلا فإن اللجنة الأولمبية المجرية لن تفعل وظيفتها بشكل صحيح». فازت المجر أيضًا بأكبر عدد من الميداليات الأولمبية لأي دولة لم تستضيف مطلقًا أكبر حدث رياضي في العالم يُقام كل أربع سنوات.
- سالا، فنلندا

في يناير 2021، أطلق عمدة سالا، إركي بارككينين، محاولة لاستضافة الألعاب الأولمبية في عام 2032 لزيادة الوعي بتغير المناخ. على الرغم من كونها بلدة صغيرة داخل الدائرة القطبية الشمالية، فقد تم تقديم محاولة لإرسال رسالة جادة إلى العالم حول التهديد الذي تشكله أزمة المناخ وأهمية التصرف بسرعة. أشار بارككينن إلى أن عام 2032 كان نقطة تحول مهمة بالنسبة لتغير المناخ، مشيرًا إلى أنه سيكون قد فات الأوان إذا لم يتم السيطرة عليه بحلول عام 2032.

### أمريكا الشمالية
- مونتريال–تورونتو، كندا

في 3 فبراير 2021، ذكرت جورنال دي مونتريال أن اللجنة الأولمبية الكندية كانت تستكشف إمكانية تقديم عرض مشترك بين مونتريال وتورنتو لدورة الألعاب الأولمبية الصيفية 2032 أو 2036. تضمنت الأماكن المحتملة تلك المستخدمة في الألعاب الأولمبية الصيفية لعام 1976 في مونتريال، وألعاب بان آم 2015 في تورنتو.

## العطاءات الملغاة أو المرفوضة

### آسيا
- سول–بيونجيانج، كوريا

أعلنت كلا من كوريا الشمالية والجنوبية أنهما ستواصلان محاولة مشتركة لاستضافة الألعاب الأولمبية 2032 في بيان صدر في 19 سبتمبر 2018، عقب قمة بين الزعيم الكوري الشمالي كيم جونغ أون والرئيس الكوري الجنوبي مون جاي إن. ذُكِر أن كلا البلدين سيستضيف منتدى حول الألعاب الصيفية 2032 في 15 فبراير 2019، في لوزان، سويسرا لمناقشته. وأُعلن أن التكلفة الأولية المقترحة لاستضافة الألعاب ستكون 3.44 مليار دولار. ومع ذلك، فقد مجدت الوكالة العالمية لمكافحة المنشطات (WADA) أن برنامج الاختبار في كوريا الشمالية غير متوافق مع القانون العالمي لمكافحة المنشطات. إذا ظل هذا حتى عام 2032، فإن ذلك يعني أن الدولة غير متوافقة مع كود الوكالة العالمية لمكافحة المنشطات.
- دلهي، الهند

في عام 2018، أعرب رئيس الرابطة الأولمبية الهندية ناريندرا دروف باترا عن رغبته في تقديم عطاءات للألعاب. أعلنت وزارة الرياضة الهندية في مايو 2020 أنه سيتم إعادة تطوير مجمع جواهر لال نهرو الرياضي في دلهي بتكلفة 1.08 مليار دولار، والتي يمكن أن تستضيف الألعاب الأولمبية في المستقبل. في 9 مارس 2021، أعلن رئيس وزراء دلهي أرفيند كيجريوال أن حزبه سيركز على دورة ألعاب 2048.
- سنغافورة وكولالمبور، ماليزيا

أعلنت سنغافورة وماليزيا عرضًا مشتركًا لاستضافة الألعاب الأولمبية الصيفية 2032 في عام 2014. ومع ذلك، في عام 2018، أعلن الرئيس الفخري للمجلس الأولمبي الماليزي (OCM) تونكو عمران سحب العرض المشترك بسبب تعليق مشروع السكك الحديدية عالية السرعة بين كوالالمبور وسنغافورة، والذي كان من المتوقع أن يكتمل في عام 2026. كان هذا بسبب الإجراءات التقشفية التي اتخذتها الحكومة، وتم إلغاء مشروع السكك الحديدية لاحقًا. استضافت كوالالمبور ست نسخ من دورة ألعاب جنوب شرق آسيا بينما استضافت سنغافورة أربع نسخ. استضافت ماليزيا أيضًا دورة ألعاب الكومنولث لعام 1998 بينما استضافت سنغافورة دورة الألعاب الأولمبية الصيفية للشباب لعام 2010.

### أوروبا
- سان بطرسبرج، قازان، وسوتشي، روسيا

صرح الحاكم جورجي بولتافشينكو أن سان بطرسبرج قد تتقدم بطلب لاستضافة الألعاب الأولمبية الصيفية في عام 2032 أو 2036. كانت المدن الثلاث من بين 12 مدينة استضافت كأس العالم 2018 FIFA. سوتشي هي الوحيدة التي استضافت الأولمبياد من بين الثلاثة، واستضافت دورة الألعاب الأولمبية الشتوية 2014، وستستضيف أيضًا دورة الألعاب الشتوية العالمية للأولمبياد الخاص 2022 في كازان. ومع ذلك، شاركت روسيا في تحقيق بشأن المنشطات بسبب الكذب على مفتشي الوكالة العالمية لمكافحة المنشطات في يناير 2019، ومنع الاتحاد الدولي لألعاب القوى الرياضيين الروس من المنافسة تحت رايتهم، وضغطت على اللجنة الأولمبية الدولية لفعل الشيء نفسه في الأحداث الأولمبية. في 26 نوفمبر 2019، طلبت الوكالة العالمية لمكافحة المنشطات من اللجنة الأولمبية الدولية رفض العرض كعقوبة لتلاعب عينة المنشطات في يناير. في 9 ديسمبر، منعت الوكالة الدولية لمكافحة المنشطات روسيا من تقديم عطاءات للأحداث الدولية كجزء من عقوبة تعاطي المنشطات التي ترعاها الدولة، مما يعني أن العرض قد تم رفضه من قبل اللجنة الأولمبية الدولية. ومع ذلك، ناشدت روسيا محكمة التحكيم الرياضية CAS التي اختصرت الحظر إلى عامين، تنتهي في 16 ديسمبر 2022. هذا يعني أن روسيا يمكنها تقديم عروض للأحداث الرياضية الدولية مرة أخرى بعد ذلك التاريخ.

### أمريكا الشمالية
- غوادالاخار، تيخوانا، ومونتيري، المكسيك

يعتقد كارلوس باديلا، رئيس اللجنة الأولمبية المكسيكية، أن غوادالاخارا هي واحدة من أربع مدن مكسيكية (بجوار مكسيكو سيتي وتيجوانا ومونتيري) التي يمكن أن تحاول استضافة بعض الألعاب الأولمبية بعد عام 2026، وذكر في مقابلة مع سلسلة ESPN، إن هذه المدن الأربع «لديها كل شيء» لتسعى إلى أن تكون مقارًا، ولكن ليس على الفور. استضافت غوادالاخارا ألعاب عموم أمريكا 2011.